# D. Szabó Gyula
D. Szabó Gyula, Julius Szabó (1937–) labdarúgó, csatár.

## Pályafutása
1955-ben került a Bp. Honvéd együtteséhez. Az 1956-os félbe szakadt bajnokságban egy élvonalbeli mérkőzésen szerepelt. Részt vett a Honvéd illegális túráján és nem tért haza Magyarországra. 1963 és 1964 között a Linzer ASK csapatában szerepelt. Tagja volt az 1964–65-ös idényben bajnoki címet szerzett csapatnak.

## Sikerei, díjai
- Osztrák bajnokság
  - bajnok:  1964–65